# التأثر والتأثير
التأثر والتأثير. يستعمل في عدة مجالات وتخصصات، في علم النفس وعلم الاجتماع وفي الكمياء وفي الأدب.
في اللغة: أثرّ يؤثر تأثيرا فيه إذا تلك فيه أثرا «أثّر عليه المرض»، وتأثر به: عمل فيه وظهر فيه الأثر «تأثر بحال الفقراء».

## التأثر والتأثير في الحيوان
ونقصد بالحيوان بمن تركب من جسد وروح ممن يدب على الأرض، الحيوان العاقل هو الإنسان والحيوانات البهيمية التي هي البهائم، والطيور. فمن المقرر في علم النفس أنّ الناس يعملون على نحو متشابه في الحركات والسكنات في مجتمعاتهم والاجتماع من طبيعتهم، ولذلك تجد في علم الإجتماع يحكون عن كتب الحكماء قولهم: «إنّ الإنسان مدنيّ الطبع». وهذا الإنسان له صفات وخصائص قابلة للتأثير والتأثر كما هو مقرر في علم الاجتماع، أي بمعنى أنه يؤثر في غيره ويتأثر كذلك بغيره من بني جنسه، وحتى بالبهائم التي تعيش معه.

## تأثير الطبيعة في الحيوان والمواد
الإنسان بطبيعته يتأثر بما حوله من محيط بيئي ونفسي واجتماعي وبالتالي ينعكس التأثير على أفكاره وحالته النفسية في هذه المؤثرات ألوان فقد أشارة الدراسات إلى اللون الأخضر عند النظر إليه يبعث إلى التفاؤل ويعطي إيعاز بالراحة والهدوء ومن جهة أخرى أشار الباحثون إلى ان قضاء خمس دقائق في التمارين الرياضية في فضاء اخضر كالحدائق العامة يمكن أن يعزز الصحة العقلية.

## التأثر والتأثير المواد في بعضها
إذا وضعت مادة في الماء لمدة طويلة فإنّ الماء يأثر فيها ويغير من لونها وحتى شكلها. والسبب يرجع إلى قابلية الـتأثر والتأثير في ما بين المواد الجامدة سلبيا وايجابا.
مثال على ذالك الصدأ يتكون نتيجة تفاعل الأكسجين والحديد في وجود الرطوبة ويؤثر كثيرًا على شكل الحديد ويقصر من عمره، لكننا نستطيع التغلب على تلك المشكلة باستخدام بعض المنتجات التجارية الخاصة بإزالة الصدأ ولكن تلك المنتجات على الأغلب تحتوي على بعض المواد السامة أو ذات التأثير الغير جيد، لذا فعند إستخدامها يجب إجراء عملية التنظيف في مكان جيد التهوية وارتداء اشياء واقية كالقفازات والكمامة والنظارة الواقية، أو يمكنك استبدال المنتجات التجارية ببعض المستحضرات التي يتم تجهيزها منزليًا وهي ذات فعالية وتأثير في إزالة الصدأ وتحسبن منظر الحديد والمحافظة عليه أطول وقت ممكن.